# FS ALn 773 sorozat
Az FS Aln 773 sorozat egy olasz (1A)(A1) tengelyelrendezésű dízelmotorvonat-sorozat. 1956 és 1959 között, majd 1962-ben gyártotta az OM. Összesen 70 db készült belőle két szériában az FS részére.